# إيما ماليفسكي
إيما ليوني ماليفسكي (من مواليد 18 يوليو 2004) هي لاعبة جمباز فنية ألمانية مثلت ألمانيا في افتتاح بطولة العالم للناشئين. إنها بطلة أوروبا 2022 على عارضة التوازن ، وكانت جزءًا من أول فريق ألماني يفوز بميدالية فريق أوروبي في الجمباز الفني للسيدات.